# Гидростатическое равновесие
Гидростатическое равновесие (англ. Hydrostatic equilibrium, hydrostatic balance) — понятие, используемое в физике для описания равновесия гравитационных сил и направленных в противоположную сторону сил давления среды, обусловленных возникающим в направлении действия гравитации градиентом давления.
Так, в частности, в воздухоплавании говорят о гидростатическом равновесии или о нулевой плавучести тела, средняя плотность которого равна плотности окружающей жидкой или газообразной среды.

## В астрофизике
Гидростатическое равновесие — равновесие в звезде между силой тяготения, направленной внутрь, и силами газового и лучистого давления, направленными наружу.

## В биологии
Пневматофор, воздушный пузырь — орган гидростатического равновесия у колониальных кишечнополостных — сифонофор.
Плавательный пузырь — орган рыб, развивающийся как вырост передней части кишечника; может служить органом гидростатического равновесия.

## В технике
Система погружения и всплытия подводной лодки обеспечивает регулирование ее гидростатического веса (плавучести), обеспечивая в том числе гидродинамическое равновесие при нахождении лодки на постоянной глубине.